# Kurt von Kamphoevener
Kurt von Kamphövener (* 17. Juli 1887 in Konstantinopel; †  11. Februar 1983 in Garmisch-Partenkirchen) war ein deutscher Diplomat.

## Leben
Als Sohn von Louis von Kamphövener studierte Kurt v. Kamphoevener an der Ruprecht-Karls-Universität Rechtswissenschaft. 1906 wurde er mit Jochen-Hilmar von Wuthenau im Corps Saxo-Borussia Heidelberg aktiv. 1911 wurde er in den Auswärtigen Dienst einberufen. Er kam nach Sydney (1913–14), Sofia (1916–18), London (1920–23), Liverpool (1923–26) und Madrid (1926–31). Er wurde 1919 Mitglied des Demokratischen Clubs und wurde 1930 Mitglied der SPD.
Von 1931 bis 1945 diente er im Auswärtigen Amt, 1931–1936 als Leiter des Referats Völkerbund und ab 1934 gleichzeitig des Referats Spanien und Portugal, 1936–1939 des Referats Militaria, 1939–1941 des Referats Friedensfragen. In dieser Funktion leitete Kamphoevener eine deutsche Regierungsdelegation, die im November 1939 in Moskau ein Umsiedlungsabkommen mit der sowjetischen Regierungsdelegation, die von dem ehemaligen, inzwischen degradierten Außenminister Maxim Litwinow geleitet wurde, aushandelte. Dieses Abkommen regelte im Zuge des Hitler-Stalin-Paktes die Umsiedlung der sogenannten Volksdeutschen in die deutsch besetzten Gebiete sowie umgekehrt der Ukrainer und Weißrussen aus dem Generalgouvernement in den sowjetischen Bereich.  1941–1943 war Kamphoevener Leiter der deutschen Delegationen bei den Grenzverhandlungen mit Kroatien, Italien und der Slowakei. Am 16. April 1940 beantragte er die Aufnahme in die NSDAP und wurde zum 1. Juli desselben Jahres aufgenommen (Mitgliedsnummer 8.978.435).
Über seine Entnazifizierung ist nichts bekannt.
1946 wurde er Fremdsprachenlehrer in Hamburg. Ab 1950 wieder im Auswärtigen Dienst, war er von 1950 bis 1952 Generalkonsul am Deutschen Generalkonsulat Istanbul.